# حفل توزيع جوائز الأوسكار السادس والسبعون
حفل توزيع جوائز الأوسكار 2004 هو الحفل السادس والسبعون في تاريخ جوائز الأوسكار. أقيم في 29 من شهر فبراير 2004، على مسرح كوداك في كاليفورنيا في الولايات المتحدة الأمريكية. قدم الحفل بيلي كريستال. وتمّ بثّ الحفل على قناة ABC الأمريكية وDubai One وMBC2 في الشرق الأوسط وشمال أفريقيا.

## الجوائز
- شون بن - أفضل ممثل
- تشارليز ثيرون - أفضل ممثلة
- سيد الخواتم: عودة الملك (فيلم) - أفضل فيلم
- رينيه زيلويغر - أفضل ممثلة مساعدة

## روابط خارجية
- حفل توزيع جوائز الأوسكار السادس والسبعون على موقع IMDb (الإنجليزية)
- حفل توزيع جوائز الأوسكار السادس والسبعون على موقع ميوزك برينز (الإنجليزية)